# Brachionidium ecuadorense
Brachionidium ecuadorense är en orkidéart som beskrevs av Leslie Andrew Garay. Brachionidium ecuadorense ingår i släktet Brachionidium och familjen orkidéer. Inga underarter finns listade i Catalogue of Life.